# Ángulo de incidencia
Se denomina ángulo de incidencia (o punto de incidencia) al punto de reflexión donde se ubica la normal de luz sobre algún objeto reflectivo cóncavo o convexo. Un espejo convexo es un espejo de forma esférica y se pueden observar imágenes a la inversa.
En el caso de las superficies planas, el ángulo incidente es igual al ángulo reflejado y su punto de referencia es la recta normal.

En este caso, el ángulo de incidencia se denomina θ_{1}.

- Datos: Q1196575